# Kurt Müller (Politiker, 1876)
Kurt Müller (Curt Alexander Müller; * 15. Mai 1876 in Harzgerode; † 16. April 1952 in Bernburg (Saale)) war ein deutscher Jurist und anhaltischer Staatsminister (1924–1929).

## Studium und Berufsleben
Kurt Müller, Sohn eines Kaufmanns, studierte Rechtswissenschaften und  Volkswirtschaftslehre in Straßburg, Berlin, Leipzig und Halle. Während seines Studiums wurde er 1895 Mitglied der Burschenschaft Suevia Leipzig. Er legte beide juristische Staatsprüfungen ab, trat kurzfristig in den anhaltischen Justizdienst (Gerichtsassessor) und wurde 1905 vom Dessauer Gemeinderat zum Stadtrat gewählt und ein Jahr später zum Stellvertreter des Dessauer Oberbürgermeisters.
Ab 1910 durchlief er die Karriere des staatlichen Verwaltungsbeamten, wurde 1912 in das Staatsministerium berufen und hier 1914 zum Vortragenden Rat ernannt. 1920 erfolgte die Beförderung zum Ministerialdirektor und 1924 vom Landtag die Wahl zum Staatsminister im Kabinett Deist. Nach dem Ausscheiden aus dem Ministeramt 1928 war er in der Landesverwaltung als Ministerialdirigent tätig.
Verdienste erwarb Kurt Müller auf sozialem Gebiet, beim Hochwasserschutz, bei der Neufassung der Bauordnung, bei der Verwaltungsreform nach Aufhebung der Monarchie und bei der Sicherung des anhaltischen Kulturbesitzes. Nach 1918 hatte er die komplizierten Auseinandersetzungen des Freistaates Anhalt mit dem ehemaligen Herzogshaus geleitet. Er war beteiligt an der Begründung der Anhaltischen Landesbücherei, der Anhaltischen Gemäldegalerie, des Anhaltischen Landesmuseums in Zerbst sowie der Neugestaltung des Museums für Naturkunde und Vorgeschichte in Dessau.

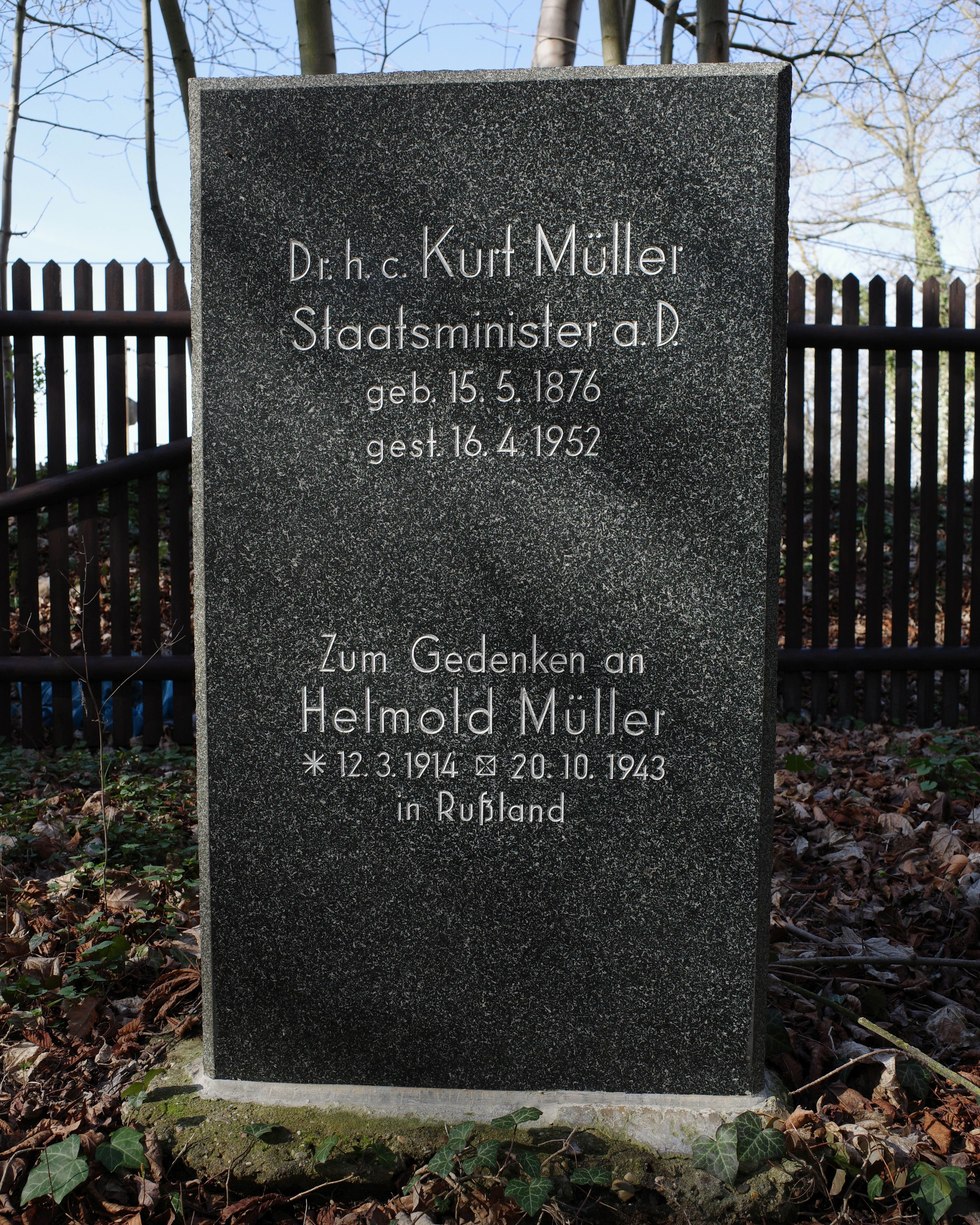
Ruhestätte in Dessau

## Autor
Neben seiner hauptberuflichen Tätigkeit als Staatsbeamter veröffentlichte Müller 1904 einen Aufsatz über das Kloster Hagenrode, dem mehr als zwei Dutzend in Periodika und Monographien publizierte Arbeiten zu Themen der anhaltischen Geschichte und Naturkunde folgten wie „Wahrheit und Dichtung um Eike von Repgow“ oder „Die anhaltische Landesbrandkasse“. Seine letzte größere Arbeit, eine Geschichte des Kreises Ballenstedt, hinterließ er aus gesundheitlichen Gründen als nicht abgeschlossenes Manuskript.

## Ehrungen
In Anerkennung seiner historisch-wissenschaftlichen Tätigkeit wurde Müller 1920 zum Vorsitzenden des Vereins für Anhaltische Geschichte und Altertumskunde gewählt. Auch wirkte er im Vorstand der Historischen Kommission für die Provinz Sachsen und für Anhalt mit (ab 1912) sowie im Vorstand der von ihm mitbegründeten Joachim-Ernst-Stiftung (ab 1934). Müller war Inhaber des anhaltinischen Hausordens Albrechts des Bären für Kunst und Wissenschaft.
Im Jahr 1928 ehrte ihn die Universität Halle mit der Ehrendoktorwürde.

## Lebensabend
Im Jahr 1937 wurde Kurt Müller von der Reichsregierung wegen seiner Ablehnung des nationalsozialistischen Systems seines Amts im Staatsministerium enthoben, für „nicht wehrwürdig“ erklärt und danach aus mehreren Verbandsvorständen ausgeschlossen wie dem Vorstand der Historischen Kommission für die Provinz Sachsen und für Anhalt, der Kulturstiftung und der Moses Mendelssohn-Stiftung.
1945 in Dessau ausgebombt, lebt er bis zu seinem Tod 1952 in Bernburg (Saale).

## Veröffentlichung
- Geschichte des Kreises Ballenstedt. Kulturverein Wilhelm von Kügelgen Ballenstedt e.V. (Hrsg.) Ergänzt und bearbeitet von Karl-Heinz Börner und Christoph Schröter. Quedlinburg 2006, ISBN 3-937648-09-7.[4]